# Трансбордер
Трансбо́рдер — пристрій для переміщення залізничного вагону з одного рейкового шляху до іншого. Являє собою платформу з залізничною колією, яка рухається по рейках, розташованих поперек. Зазвичай трансбордер використовують для переміщення вагонів між прогонами залізничного цеху.

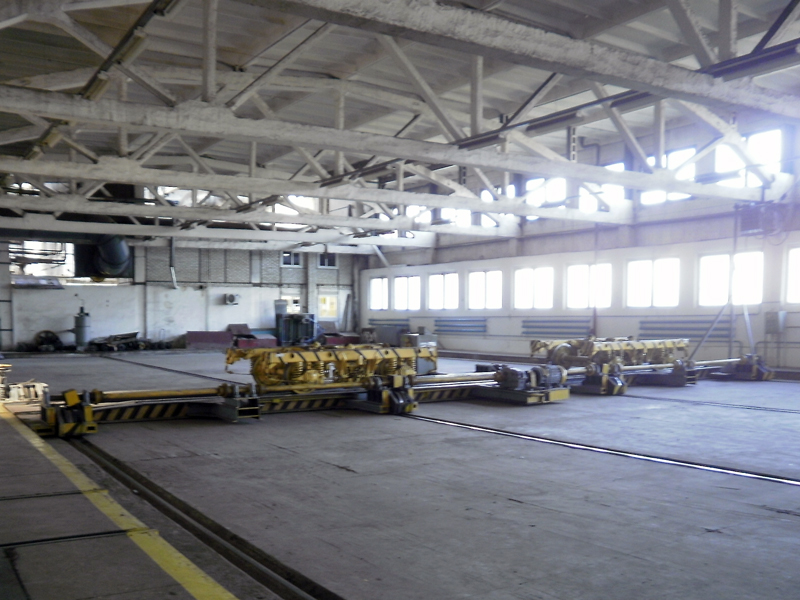
трансбордер у київському ремонтному заводі метро
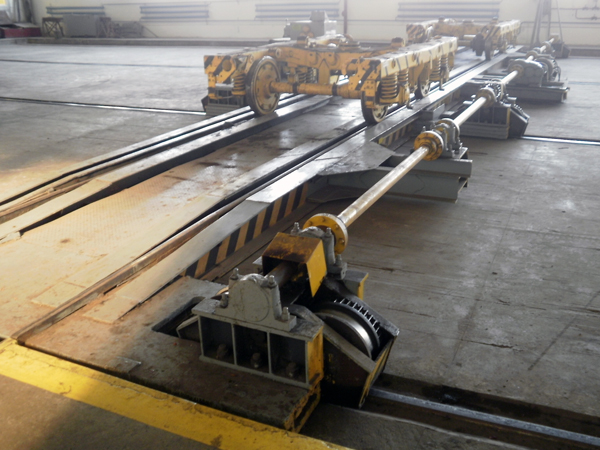
трансбордер з тимчасовими візками вагонів метро